# Fresnel (1929)
Fresnel (Q143) – francuski oceaniczny okręt podwodny z okresu międzywojennego i II wojny światowej, jedna z 31 jednostek typu Redoutable. Okręt został zwodowany 8 czerwca 1929 roku w stoczni Ateliers et Chantiers de Saint-Nazaire Penhoët w Saint-Nazaire, a do służby w Marine nationale wszedł w lutym 1932 roku. Podczas wojny jednostka pełniła służbę na Morzu Śródziemnym i Atlantyku, a od zawarcia zawieszenia broni między Francją a Niemcami znajdowała się pod kontrolą rządu Vichy. 27 listopada 1942 roku „Fresnel” został samozatopiony w Tulonie. Podniesiony przez Włochów, został ponownie zatopiony przez alianckie samoloty 11 marca 1944 roku.

## Projekt i budowa
„Fresnel” zamówiony został na podstawie programu rozbudowy floty francuskiej z 1925 roku. Projekt (o sygnaturze M6 ) był ulepszeniem pierwszych powojennych francuskich oceanicznych okrętów podwodnych – typu Requin. Poprawie uległa krytykowana w poprzednim typie zbyt mała prędkość osiągana na powierzchni oraz manewrowość. Posiadał duży zasięg i silne uzbrojenie; wadą była ciasnota wnętrza, która powodowała trudności w dostępie do zapasów prowiantu i amunicji. Konstruktorem okrętu był inż. Jean-Jacques Roquebert.
„Fresnel” zbudowany został w stoczni Ateliers et Chantiers de Saint-Nazaire Penhoët (numer stoczniowy Z5) . Stępkę okrętu położono 7 lipca 1927 roku , a zwodowany został 8 czerwca 1929 roku.

## Dane taktyczno–techniczne
„Fresnel” był dużym, oceanicznym okrętem podwodnym o konstrukcji dwukadłubowej. Długość całkowita wynosiła 92,3 metra (92 metry między pionami), szerokość 8,2 metra i zanurzenie 4,7 metra. Wyporność standardowa w położeniu nawodnym wynosiła 1384 tony (normalna 1570 ton), a w zanurzeniu 2084 tony. Okręt napędzany był na powierzchni przez dwa silniki wysokoprężne Sulzer o łącznej mocy 6000 KM. Napęd podwodny zapewniały dwa silniki elektryczne o łącznej mocy 2000 KM. Dwuśrubowy układ napędowy pozwalał osiągnąć prędkość 17 węzłów na powierzchni i 10 węzłów w zanurzeniu. Zasięg wynosił 10 000 Mm przy prędkości 10 węzłów w położeniu nawodnym (lub 4000 Mm przy prędkości 17 węzłów) oraz 100 Mm przy prędkości 5 węzłów w zanurzeniu. Zbiorniki paliwa mieściły 95 ton oleju napędowego . Dopuszczalna głębokość zanurzenia wynosiła 80 metrów, a czas zanurzenia 45-50 sekund. Autonomiczność okrętu wynosiła 30 dób .
Okręt wyposażony był w siedem wyrzutni torped kalibru 550 mm: cztery na dziobie i jeden potrójny zewnętrzny aparat torpedowy. Prócz tego za kioskiem znajdował się jeden podwójny dwukalibrowy (550 lub 400 mm) aparat torpedowy . Na pokładzie było miejsce na 13 torped, w tym 11 kalibru 550 mm i dwie kalibru 400 mm . Uzbrojenie artyleryjskie stanowiło działo pokładowe kalibru 100 mm M1925 L/45 oraz zdwojone stanowisko wielkokalibrowych karabinów maszynowych Hotchkiss kalibru 13,2 mm L/76 .
Załoga okrętu składała się z 4 oficerów oraz 57 podoficerów i marynarzy.

## Służba
„Fresnel” został przyjęty do służby w Marine nationale 22 lutego 1932 roku . Jednostka otrzymała numer burtowy Q143 . W momencie wybuchu II wojny światowej okręt pełnił służbę na Morzu Śródziemnym, wchodząc w skład 3. dywizjonu 3. eskadry 1. Flotylli okrętów podwodnych okrętów podwodnych w Tulonie (jednostka przechodziła remont, który zakończył się 14 września 1939 roku) . Dowódcą okrętu był w tym okresie kpt. mar. P.G. Daussy . 7 października „Fresnel”, „Le Glorieux” i „Redoutable” opuściły Tulon i w eskorcie niszczyciela „La Railleuse” udały się do Gibraltaru, a stamtąd 10 października eskortowane przez niszczyciel „Lynx” wyszły w rejs do Casablanki, docierając do miejsca przeznaczenia 13 października . W dniach 19 grudnia 1939 roku – 19 stycznia 1940 roku okręt wziął udział w poszukiwaniach niemieckiego rajdera „Admiral Graf Spee”, a po jego samozatopieniu – okrętu zaopatrzeniowego „Altmark” . 29 grudnia 1939 roku „Fresnel” wykonał atak na napotkany statek handlowy, który odpowiedział ogniem zmuszając okręt do odwrotu. Niedoszłym niemieckim łamaczem blokady okazał się aliancki parowiec „Highland Patriot” (14 172 BRT) . 27 marca 1940 roku „Fresnel” i „Espadon” w eskorcie uzbrojonego trawlera „Victoria” opuściły Casablankę i przepłynęły do Gibraltaru, a stamtąd „Fresnel” eskortowany przez niszczyciel „Simoun” wypłynął do Tulonu, który osiągnął 30 marca .
W czerwcu 1940 roku okręt znajdował się w Bizercie w składzie 3. dywizjonu okrętów podwodnych, a jego dowódcą był nadal kpt. mar. P.G. Daussy . 10 czerwca, po wypowiedzeniu wojny przez Włochy jednostka opuściła bazę, udając się na patrol . 22 czerwca, w dniu zawarcia zawieszenia broni między Francją a Niemcami, okręt przebywał w Bizercie . W wyniku jego postanowień „Fresnel” znalazł się pod kontrolą rządu Vichy w składzie 3. grupy okrętów podwodnych w Tulonie, gdzie został rozbrojony . 10 kwietnia 1941 roku „Fresnel” opuścił Tulon i w towarzystwie bliźniaczych jednostek „Henri Poincaré” i „Actéon” pokonał Cieśninę Gibraltarską i dotarł 16 kwietnia do Casablanki (w eskorcie awiza „La Batailleuse”) . 8 listopada 1942 roku okręt wziął udział w próbie odparcia desantu aliantów na Oran, jednak atak na siły inwazyjne nie powiódł się i ścigana przez eskortę jednostka musiała szukać schronienia na hiszpańskich wodach terytorialnych, a następnie dopłynęła do Tulonu . 27 listopada 1942 roku, podczas ataku Niemców na Tulon, jednostka została samozatopiona. 29 stycznia 1943 roku okręt został podniesiony przez Włochów, lecz 19 lutego znowu zatonął . Podniesiony 4 maja 1943 roku, 11 marca 1944 roku został ponownie zatopiony przez alianckie samoloty .